# Pedro Rosales Dean
Pedro Rosales Dean (Calbayog, 21 februari 1930) is een Filipijnse rooms-katholieke geestelijke en emeritus-aartsbisschop van het aartsbisdom van Palo.
Dean, die werd geboren in Calbayog in de provincie Samar, werd op 30 november 1956 tot priester gewijd. Ruim twee decennia later, op 12 december 1977, volgde een benoeming tot hulpbisschop van het Aartsbisdom van Davao en titulair bisschop van Thuccabora. Op 23 juli 1980 werd Dean benoemd tot prelaat van het prelatuur Tagum. Enkele maanden later, op 23 oktober, werd het prelatuur verheven tot bisdom en werd Dean tegelijkertijd benoemd tot bisschop van dat nieuwe bisdom. Op 12 oktober 1985 ten slotte, volgde zijn benoeming tot aartsbisschop van Palo. Op 18 maart 2006 ging Dean op 76-jarige leeftijd met pensioen.